# Studie av en ung flicka
Studie av en ung flicka, även Porträtt av ung kvinna eller Flicka med slöja, är en oljemålning av Johannes Vermeer från 1665–1667.

## Beskrivning av målningen
Målningen klassificerades på 1600-talet som en tronie, ett generiskt ansiktsporträtt för att demonstrera konstnärens skicklighet, snarare än ett formellt porträtt på beställning. Den avbildar en ung sittande flicka, som är vriden åt vänster och betraktar målaren. Hon har ett kläde av satin över axlarna och en scarf över håret. Hon har liksom Flicka med pärlörhänge en droppformad pärla i örat, men denna återspeglas endast svagt.
Motivet har troligen målats efter levande modell och det har spekulerats i att modellen kan ha varit Johannes Vermeers äldsta dotter Maria. Ett argument som angetts för detta är att den avbildade flickan är bred mellan ögonen på ett sätt som överensstämmer med den mansfigur som syns till vänster på Kopplerskan och som det kan finnas skäl att tro visar ett självporträtt av Vermeer.
Det har diskuterats om Studie av en ung kvinna och Flicka med pärlörhänge är pendanger (motstycken). De målades vid samma tid, är nästan lika stora och båda kvinnorna har pärlörhänge och en scarf över axlarna och visas mot en slät svart bakgrund, något som är atypiskt för Vermeer.

## Proveniens
Målningen tillhörde sannolikt de målningar som har haft Pieter van Ruijven som förste ägare, och som efter honom gick i arv till respektive hustrun, dottern och svärsonen. Den såldes på auktionen efter Jacob Dissius i Amsterdam i maj 1696. 
Målningen är beskriven som försåld 1816 av läkaren Cornelis Jan Luchtmans i Rotterdam (1777–1860) till prinsen Auguste Marie Raymond av Arenberg, i Bryssel, och efter honom andra medlemmar av släkten Arenberg på slottet Meppen i Tyskland 1833–1955. Engelbert Charles, 10:e hertigen av Arenberg, sålde den till oljemiljardären Charles Wrightsman och hans fru Janet i New York 1955, vilka 1979 skänkte den till Metropolitan Museum of Art i New York.